# ریدن ام فورگنزه
ریدِن ام فورگنزه (به آلمانی: Rieden am Forggensee) یک شهر در آلمان است که در استالگوی واقع شده‌است.